# Takeo Yasuda
Takeo Yasuda (安田 武雄, Yasuda Takeo) (16 janvier 1889 - 11 octobre 1970) est un lieutenant-général de l'armée impériale japonaise. Directeur de l'institut de recherche sur les technologies de l'aviation de l'armée pendant la Seconde Guerre mondiale, il est une figure clé du développement scientifique et technologique du service aérien de l'Armée impériale japonaise, et aussi plus particulièrement pour son implication dans les premiers efforts de développement d'une bombe atomique japonaise pendant les premières phases de la guerre.

## Biographie
Originaire de la préfecture d'Okayama, Yasuda fréquente des écoles de cadets militaires d'Osaka dans sa jeunesse puis sort diplômé de la 21e promotion de l'académie de l'Armée impériale japonaise en 1909. Il se spécialise principalement dans l'ingénierie et les ballons d'observation. Il est diplômé de l'école d'artillerie en 1912 avec les honneurs, mais est affecté à une compagnie de transmissions (télégraphe) à sa demande. Ses capacités techniques sont bientôt reconnues par ses supérieurs, qui le parrainent pour fréquenter la faculté d'ingénierie de l'université impériale de Tokyo de 1913 à 1916, où il se spécialise en électrotechnique.
Après avoir obtenu son diplôme, Yasuda retourne au service militaire régulier en tant qu'officier en chef des transmissions dans l'armée japonaise de garnison de Chine, et en tant qu'instructeur à l'école d'artillerie. Il est ensuite détaché par l'armée japonaise du Guandong à l'inspection générale de l'entraînement militaire et est envoyé en Allemagne pour une formation complémentaire. À son retour au Japon, il est nommé directeur du département de recherche de l'École des transmissions de l'armée entre 1932 et 1934. Alors qu'il est affecté au ministère de l'Armée, il sert comme chef de la section des fortifications pour les affaires militaires au Bureau de l'administration militaire jusqu'en 1937, date à laquelle il devient attaché à l'institut de recherche technique aéronautique de l'armée. D'abord à la tête du 2e bureau, il est également chef des munitions de l'aviation de campagne avant de revenir à l'institut en tant que directeur de la recherche technique aéronautique de l'armée, avec le grade de général de division à la fin de l'année. En 1937, il est promu au titre honorifique de cinquième rang de cour (en) junior.
À la fin des années 1930, Yasuda s'intéresse à la physique nucléaire, en particulier au potentiel de grandes libérations d'énergie par la fission nucléaire, après avoir lu des articles scientifiques publiés aux États-Unis et en Allemagne. En avril 1940, sachant que de réserves potentielles d'uranium sont disponibles en Corée, le lieutenant-général Yasuda ordonne au lieutenant-colonel Tatsusaburo Suzuki de préparer un rapport sur les possibilités de développement d'une arme nucléaire. L'équipe constituée par Suzuki comprend un certain nombre de scientifiques ayant travaillé auparavant avec Niels Bohr ou Ernest Lawrence. Recevant un rapport favorable en décembre, Yasuda transmet cette information à l'institut de recherche physique et chimique qui, à son tour, confie le projet au physicien nucléaire Yoshio Nishina,,. Cependant, ses propositions pour produire une arme sont réduites à un simple projet de recherche en raison des contraintes de la guerre sur les ressources japonaises.
Entre 1942 et 1944, Yasuda est commandant de la 1re armée aérienne basée à Tokyo, chef du département aéronautique de l'armée et de l'inspection générale de l'aviation avant d'être relevé de ses fonctions en avril 1944. Il est un fervent partisan de l'utilisation de tactiques d'attaques suicidaires (en) contre les bombardiers américains. Servant comme membre du Conseil suprême de guerre pendant les dernières années de la guerre, Yasuda revient également au commandement de la 1re armée aérienne dans le cadre des préparatifs de la défense finale des îles du Japon face à une prochaine invasion américaine, cependant, il prend sa retraite peu de temps avant la fin de la guerre. Il meurt en 1964.